# 844
Cette page concerne l'année 844  du calendrier julien. Pour l'année 844 av. J.-C., voir 844 av. J.-C.
L'année 844 est une année bissextile qui commence un mardi.

## Événements

### Asie
- Début du règne en Inde de Nandivarman III roi des Pallava (fin en 866[1]). Il vainc et repousse les Pandya à Tellaru[2].

### Europe
- 25 janvier : l'archidiacre Jean est proclamé antipape par acclamation populaire à la mort du pape Grégoire IV (fin de pontificat en 847)[3].

- 10 février : début du pontificat de Serge II (fin en 847)[4]. Élu contre l’antipape Jean, il tombe sous la coupe de son frère Benoît et laisse la simonie s’installer.
- Printemps : le Breton Nominoë marche contre le Mans tandis que son allié Lambert attaque la région d'Angers. Selon les Annales de Saint-Bertin, Nominoë doit rebrousser chemin pour faire la guerre contre les Vikings venus faire une expédition à partir de l'Irlande. Il doit acheter leur départ[5].
- 11 mai - 25 juin : Charles le Chauve est devant Toulouse qu'il assiège de nouveau. Bernard de Septimanie qui vraisemblablement défend la ville pour Pépin II d'Aquitaine, est exécuté pour lèse-majesté avant le mois de juillet. Son fils Guillaume  est nommé peu après par Pépin II duc de Toulouse ou d'Aquitaine (fin en 850)[6].
- 21 mai : après avoir pillé et ravagé la Bigorre, une bande de Normands est massacré près de Tarbes[7].
  - Les Normands de Hasteinn et de Björn Côte de fer remontent la Garonne jusqu'à  Toulouse, peut-être à l’appel de Pépin II d'Aquitaine[8].
- 23 mai : bataille de Clavijo en Espagne, probablement légendaire, avec une apparition prétendue de Saint Jacques le Majeur. Victoire de Ramire Ier, roi des Asturies sur les Maures[9].
- 7 juin : Pépin II d'Aquitaine anéantit une armée franque arrivée en renfort auprès de son oncle Charles le Chauve près d'Angoulême[10].
- 14 juin[11] : une troupe de partisans de Charles le Chauve est mise en pièces sur les bords de l'Agout, au voisinage de Lavaur, par les milices conduites par l'évêque d'Albi au retour d'un raid de pillage dans l'Albigeois[10].
- 15 juin : début du règne de Louis II le Jeune, roi d'Italie (fin en 858). Il est couronné à Rome par le pape Serge II[12].
- 25 septembre[13] : raid des Vikings sur Séville, en Espagne. Ils sont repoussés par l'émir de Cordoue le 17 novembre.
  - Une flotte normande, après avoir ravagé la vallée de la Garonne, attaque les ports de Galice. Les Vikings rencontrent une vive résistance et sont contraints de se rembarquer. En août, ils paraissent devant Lisbonne, avec 80 navires. Ils assiègent la ville pendant treize jours, puis se dirigent sur Cadix, remontent le Guadalquivir et attaquent Séville, qu’ils occupent. Il ne tardent pas à être chassés d’Espagne après une sévère bataille. Selon l’écrivain de Cordoue Ibn al-Qūṭiyya (mort en 977), ils concluent avant de partir un accord avec les Arabes qui leur rachètent les prisonniers qu’ils avaient fait contre des vivres et des objets de première nécessité. L'émir omeyyade de Cordoue, Abd al-Rahman renforce les défenses du pays, fait construire un arsenal, des navires et renforce ses garnisons à terre[8].
- Septembre : après son échec en Aquitaine, Charles le Chauve est de retour en France[6].
- Octobre : Lothaire, Louis et Charles se rencontrent près de Thionville où ils font le serment de s'unir pour pacifier les royaumes francs. Ils envoient des ambassades à Pépin d'Aquitaine et à Nominoë pour les sommer de se soumettre[6].

- Le roi de Northumbrie Rædwulf, après avoir chassé du trône Æthelred II, est tué en combattant les Vikings dans un lieu non identifié, Alutthèlia (cependant le règne de Rædwulf est attesté par la numismatique en 858)[14].
- Début du règne de Rhodri le Grand, roi de Gwynedd au Pays de Galles (fin en 878)[15].
- Quentovic est de nouveau pillée par les Normands et ne s’en relève pas[16].
- Départ du port de Silves de l'ambassade d'Al-Ghazal, envoyé par Abd al-Rahman II de Cordoue auprès du « roi des Majus » et à sa femme, appelée Nod[17]. Ibn Dihya (mort en 1235, mais s’appuyant sur des sources du IXe siècle), nous rapporte qu’un poète nommé Al-Ghazal est envoyé par l’émir de Cordoue auprès des Vikings (Danemark ou Irlande). Il revient à Séville accompagné de Scandinaves[18]. Cette ambassade peut avoir été envoyée à Hárekr, au Danemark, ou plus vraisemblablement à Turgeis, à Dublin. Son but pourrait avoir été de débattre du commerce des fourrures et des esclaves.